# Gilles Deroo
Gilles Deroo, né en 1969 à Lille, est un réalisateur, scénariste et producteur français.
Il travaille principalement avec la cinéaste Marianne Pistone.

## Carrière
En 2002, il coécrit et coréalise avec Patrice Deboosère Chassé croisé, sur les vacances de deux campeurs. Le film remporte la Mention spéciale du jury au Festival international du court métrage de Clermont-Ferrand.
Dès 2005, Gilles Deroo collabore avec Marianne Pistone, qu'il a rencontrée à Vidéorème, une association de documentaristes basée à Roubaix. Cette année-là, il fait le montage de Sylvain aux ombres, un court métrage réalisé par Pistone.
En 2006, le duo coécrit Vivat (Qu'il vive), sur la rencontre entre une vieille employée de maison et un jeune sidéen, que Gilles Deroo réalise.
En 2008, les deux cinéastes coécrivent et coréalisent Hiver (Les Grands Chats), une fiction réaliste de 55 minutes, produite dans le nord de la France.
En 2012, Deroo et Pistone fondent la société Boule de Suif Production,, avec laquelle ils produisent leur premier long métrage, Mouton.
Il est à noter que Gilles Deroo travaille avec le directeur photo Éric Alirol, sur tous ses films depuis Vivat (qu'il vive) en 2006.

## Filmographie comme réalisateur
- 2002 : Chassé croisé (court métrage)
- 2006 : Vivat (Qu'il vive) (court métrage)
- 2008 : Hiver (Les Grands Chats) (moyen métrage)
- 2013 : Mouton
- 2024 : La Vie des hommes infâmes (2024)

## Distinctions
- 2002 : Mention spéciale du jury au Festival international du court métrage de Clermont-Ferrand pour Chassé croisé
- 2013 : Prix spécial du jury et Léopard de la première œuvre au Festival international du film de Locarno (prix partagés avec Marianne Pistone)